# Внуково (посёлок станции, Москва)
Вну́ково — посёлок при станции в Новомосковском административном округе Москвы (до 1 июля 2012 года был в составе Ленинского района Московской области). Входит в состав поселения Внуковское.

## История
В 1899 году была открыта станция Внуково. Рядом с ней образовался станционный посёлок.

## Население
| 2002 | 2006 | 2010 |
| ---- | ---- | ---- |
| 313  | ↘309 | ↗314 |

Согласно Всероссийской переписи, в 2002 году в посёлке проживало 313 человек (123 мужчины и 190 женщин).

## География
Посёлок станции Внуково расположен около станции Внуково Киевского направления МЖД примерно в 8 км к северо-западу от центра города Московский. Ближайшие населённые пункты — посёлок Внуково и деревня Внуково. Рядом проходит Минское шоссе.